# Edino Steele
Edino Steele, född den 6 januari 1987 i Kingston, är en jamaicansk friidrottare som tävlar i kortdistanslöpning.
Steele deltog vid VM för juniorer 2006 då han tog sig vidare till finalen på 400 meter, där han slutade femma. Han var även med vid Inomhus-VM 2008 då han blev utslagen i försöken på 400 meter. Vid samma mästerskap blev han tillsammans med Michael Blackwood, Adrian Findlay och DeWayne Barrett silvermedaljörer på 4 x 400 meter efter USA.

## Personliga rekord
- 400 meter - 45,77